# Alchemy: Dire Straits Live
Alchemy: Dire Straits Live — перший живий альбом англійської групи Dire Straits, який був випущений 16 березня 1984 року.

## Композиції
1. Once Upon a Time in the West — 13:01
2. Romeo and Juliet — 8:22
3. Expresso Love — 5:41
4. Private Investigations — 7:40
5. Sultans of Swing — 10:48
6. Two Young Lovers — 4:51
7. Tunnel of Love — 14:38
8. Telegraph Road — 13:19
9. Solid Rock — 5:32
10. Going Home — Theme from 'Local Hero — 4:58

## Учасники запису
- Марк Нопфлер — вокал, гітара
- Джон Іллслі — бас-гітара
- Гел Ліндз[en] — гітара
- Алан Кларк[en] — клавіші
- Террі Вільямс[en] — ударні

## Позиції у чартах
| Країна          | Позиція |
| --------------- | ------- |
| Австрія         | 9       |
| Канада          | 26      |
| Нідерланди      | 1       |
| Німеччина       | 8       |
| Нова Зеландія   | 3       |
| Норвегія        | 7       |
| Швеція          | 19      |
| Швейцарія       | 3       |
| Велика Британія | 3       |
| США             | 46      |